# Stoner rock
Stoner rock nebo též stoner metal je jedna z mnoha odrůd rocku, která je postavena na basových riffech s typicky zahuhlaným („zhuleným“) soundem a psychedelickými prvky. Často používanými nástroji kromě klasických bicí, baskytary a kytary jsou ve stoner rocku klávesy a steel kytara. 
Stoner rock byl velmi populární na začátku 90. let 20. století v oblasti Kalifornie. Stoner rockovou legendou je kapela Kyuss a též je známý i její kytarista Josh Homme (QOTSA, Eagles of Death Metal, Desert Sessions), který jako jeden z prvních prosadil standardní ladění C. Za první stoner rockovou kapelu je některými dnes považována skupina Black Sabbath, která byla inspirací pro další kapely tohoto žánru.